# میکره
میکره (به بلغاری: Mikre) یک منطقهٔ مسکونی در بلغارستان است که در شهرستان اوگارچین واقع شده‌است.